# SS De Grasse
O SS De Grasse foi um navio de passageiros francês operado pela Compagnie Générale Transatlantique e construído pelos estaleiros da Cammell Laird em Birkenhead. Sua construção começou em março de 1922, porém a falta de materiais e paralisações nas obras adiaram o lançamento até fevereiro de 1924, com ele realizando sua viagem inaugural em agosto do mesmo ano. O De Grasse foi pensado para ajudar a suprir as grandes demandas de viagens transatlânticas pós-Primeira Guerra Mundial, com seus interiores sendo decorados de maneira confortável e luxuosa.
O navio teve uma carreira inicial próspera e tranquila, passando por grandes reformas em 1932 e 1938 de melhoramentos internos e adição de novas instalações. A Segunda Guerra Mundial começou em setembro de 1939 e no mês seguinte o De Grasse fez uma viagem secreta para os Estados Unidos, permanecendo em Nova Iorque até retornar para Bordeaux em maio de 1940. Ele foi tomado pelos alemães e usado como acomodação para tropas e depósito, sendo depois entregue para a França de Vichy, que o usou como navio de treinamento até deliberadamente afundá-lo em 1944.
O De Grasse foi levantado do mar ao final do conflito e totalmente restaurado e modernizado, retornando para o serviço comercial em 1947 e viajando sem problemas pelos anos seguintes. 1953 era o ano de coroação da rainha Isabel II do Reino Unido, com a Canadian Pacific Steamship Company já tendo reservado seu SS Empress of Canada para um cruzeiro de celebração, porém a embarcação foi perdida em um incêndio. A empresa assim comprou o De Grasse em março e o renomeou para RMS Empress of Australia, realizando com sucesso seu cruzeiro de coroação.
A compra tinha sido principalmente apenas para o cruzeiro de coroação e o Empress of Australia foi tirado do serviço em 1955. Foi vendido em fevereiro do ano seguinte para a italiana Sicula Oceanica, que o renomeou para SS Venezuela e o colocou para trabalhar como navio de cruzeiro a partir de junho. Recebeu uma última reforma em 1960, mesmo já com idade avançada para um navio de passageiros. O Venezuela acabou encalhando perto de Cannes em março de 1962. Ele foi declarado uma perda total e rebocado até La Spezia, onde foi desmontado.